# 前田勝之助
前田 勝之助（まえだ かつのすけ、1931年2月5日 - 2013年4月7日）は、日本の技術者・経営者。東レ名誉会長。

## 生い立ち
福岡県嘉穂郡穂波村大字忠隈（現：福岡県飯塚市）に生まれる。父・繁師（しげのり）は住友鉱山忠隈炭鉱の病院の薬局長、母・道枝は山鹿（熊本県）の御殿医の流れを汲む竹下病院の長女。住友鉱山の庭付きの社宅で育った。姉・上野栄子、兄・慶之助。
菰田小学校時代、約50人の学級の中に朝鮮人が5、6人おり、彼らは1、2歳年上だった。日本人と朝鮮人の生徒間の喧嘩が始まると、級長の前田は間に割って入った。
嘉穂中学校時代は勤労動員に遭遇し、炭鉱で採炭の仕事に明け暮れた。男たちは戦争に駆り出され人手不足だった。切り羽の発破作業もこなした。
父親が住友鉱山を辞し郷里の熊本に起業したため、約半年の一人暮らしののち、嘉穂中学から熊本中学に転校した。このとき2名の転入枠に引揚者の子弟が殺到し、転入試験の倍率は100倍に及んだ。

## エピソード
- 熊大工学部時代、研究室で樟脳を蒸留して精度の高い結晶化を課題として与えられた。丁寧な実験手順をまもり、失敗するだろうとの教授の予想を覆して成功した。このとき化学実験分野が性に合っていると自覚した。
- 東レ入社後配属の際、大学院卒業だから当然研究所配属との社の指示を拒絶して工場配属を求め、人事担当常務を唖然とさせた。研究ではなく現場を強く希望していた。戦争で廃墟と化した熊本市街を花岡山上から見て、産業の現場で日本再建を担うことを願っていた。
- 東レ入社後愛知工場に配属、半年前から問題になっていた高周波乾燥機の手直しを求められた。学生時代の専攻とは違う分野の問題であったが一人こつこつと条件をつめて解決し、先輩たちに認められた。

## 技術者として

### 炭素繊維の開発
- 開発部員に着任したとき、アクリル繊維の開発を命じられた。この頃、衣料用以外の用途として炭素繊維に注目し、約20名の有志を集めて研究を開始した。当時炭素繊維の材料としてレーヨンが利用されていたが、分子構造的にレーヨンより炭素密度が高いアクリルに着目した。
- しかし、基礎研究を終え量産技術に着手という段階で経営陣の判断により、炭素繊維の開発は中止される。（1962年（昭和37年））
- 三島工場在任中、機会がある度に経営陣に炭素繊維の開発を訴え続けた。その熱意が認められて炭素繊維開発が決まり、本社生産管理部にてアクリル繊維などを担当する課長に異動。開発を再開した。（1965年（昭和40年））
- 1971年（昭和46年）、炭素繊維「トレカ」を商品化。
- 1976年（昭和51年）、トレカの主力工場である愛媛工場に異動。以後、技術部長、製造部長、工場長としてトレカを育てる。
- 1982年（昭和57年）、アクリルベースの本格的炭素繊維量産設備「C-4」を稼動させた。

### ナイロン紡糸装置
- 独自技術開発を命じられ、押し出し機の溶融部に温度勾配加熱方式を導入した溶融紡糸装置を開発。「TN-2E」と命名した。（1957年（昭和32年））

### テトロン収率改善
- 1963年（昭和38年）、三島工場に着任当時収率は30%に過ぎなかった。改善を進め、収率70%を達成した。

### シルック開発
- 人工の絹（シルック）を開発し1964年（昭和39年）発売。10年後、銀座の絹問屋でも天然の絹と見分けのつかない高品質なものに発展させた。
- キーとなった技術は「人」形の繊維断面形状、撚糸工程の「部分整経」による発展だった。

## 経営者として

### 繊維事業再建
1972年（昭和47年）の日米繊維交渉での対米輸出自主規制以降、2度の石油ショック、プラザ合意による円高により日本の繊維産業は縮小し続けていた。この頃、東レも同様に脱繊維の方向を採っていた。
経営企画室技術企画担当に就任後、東南アジアに展開していた東レの海外工場のコスト・品質を改善、1年で黒字体質に転換させた。さらに、社長就任後は東南アジアの繊維企業を買収し欧米向輸出を主力とする一大加工基地に発展させた。

### ユニクロとの提携
繊維の流通改革を標榜して大規模小売業のユニクロと提携した（2000年）。ここから、フリース（1999年）、ヒートテック（2003年）、ダウンジャケットなどヒット商品が生まれた。

### 中国事業参入
江蘇省南通市にナイロン・ポリエステル原糸と織布・染色の一貫工場を総額約500億円を投じて建設し、中国事業に本格的に参入した（1994年）。

### CEOに復帰して危機対応
2000年前後、アジア通貨危機、米国同時多発テロ、ITバブル崩壊と連続した事件により、東レも赤字転落。1997年に会長に退いていたが2002年再度CEOに復帰、第一線に立って活動し業績をV字回復させた。

### 次世代経営者育成
- 東レ経営スクール開設（1991年）
- 総合研修センター開設（1996年）
- 評価方式

本務を達成して60点、ヨコとナナメの組織に貢献して30点、心配り10点

## 財界人として

### アジア振興
社長時代に、インドネシア、マレーシア、タイに科学技術振興財団を設立し、東南アジア諸国の科学技術振興に努めた。

### 税制委員長
- 1997年経団連副会長として税制改革に取り組み、1999年の税制改革で法人税制を実効税率約40%に軽減せしめた（小渕内閣時代）。

### 科学技術政策関連
- 1998年（平成10年）、科学技術会議議員就任。2001年（平成13年）、総合科学技術会議に改組、同議員。第2期科学技術基本計画（2001年3月閣議決定）において、「欧米並みのGDP比1%」を提言して総額24兆円への予算大幅増額に寄与した（前期5年は総額17兆円）。

## 信条
- 決断はせず判断する。岐路ではものごとを判断できるまで深く掘り下げて考える。決断とは「えいやっ」と運を天に任せることであり責任放棄。人生は自分で切り開くものであり、他人任せや成り行きに身を任せることはしない。

## 経歴
- 1937年（昭和12年） 菰田小学校 入学
- 1943年（昭和18年） 嘉穂中学校（現：福岡県立嘉穂高等学校）入学
- 1946年（昭和21年）4月 熊本中学（現：熊本県立熊本高等学校）転入
- 1948年（昭和23年） 熊本中学校 卒業
- 1948年（昭和23年） 第五高等学校 入学
- 1949年（昭和24年） 学制改革により五高は新熊本大学の一部に。工学部工業化学科を選択
- 1953年（昭和28年） 熊本大学工学部 卒業
- 1956年（昭和31年）
  - 京都大学大学院工学研究科 修士課程（指導教官＝小田良平教授）修了
  - 東洋レーヨン（現東レ）入社、6月 愛知工場配属
- 1963年（昭和38年）8月 三島工場 製造部技術課 第3技術掛長
- 1965年（昭和40年）2月 技術課長、本社生産管理部技術第3課長
- 1976年（昭和51年）2月 愛媛工場技術部長
- 1982年（昭和57年） 役員待遇理事 就任
- 1984年（昭和57年） 同上 経営企画室技術企画担当 追任
- 1985年（昭和60年） 取締役 就任
- 1986年（昭和61年） 常務取締役 就任
- 1987年（昭和62年） 東レ社長 就任
- 1997年（平成9年） 東レ会長 就任
- 2002年（平成14年） 東レ最高経営責任者(CEO) 就任
- 2004年（平成16年） 東レ名誉会長 就任
- 2013年（平成25年）4月7日 肺炎のため逝去[2]。82歳没。叙従三位。

### 受章
- イタリア共和国功労勲章 グランデ・ウッフィチャーレ
- 勲一等瑞宝章(2001年)[3]